# Paul Staub
Paul Staub (ur. na przełomie XIX i XX wieku, zm. w XX wieku) – szwajcarski wioślarz, złoty medalista olimpijski. 
Wystąpił na igrzyskach olimpijskich w Antwerpii w 1920, gdzie Szwajcarzy w składzie: Willy Brüderlin, Max Rudolf, Paul Rudolf, Hans Walter i Paul Staub (sternik) zdobyli złoty medal w czwórkach ze sternikiem. W finale Szwajcarzy o 4 sekundy wyprzedzili osady Stanów Zjednoczonych i Norwegii. Wystartował tam również w ósemkach, jednak odpadł w pierwszej rundzie. Były to jego jedyne starty olimpijskie.
Ponadto wywalczył złote medale w czwórkach ze sternikiem i ósemkach na mistrzostwach Europy w Mâcon (1920). 
W trakcie kariery reprezentował barwy klubu Grasshopper Club.